# Hednota relatalis
Espèce
Synonymes
- Crambus argyroneurus Zeller, 1863[1]
- Crambus relatalis Walker, 1863[1]
- Prosmixis radialis Hampson, 1919[1]

Hednota relatalis est une espèce de lépidoptères (papillons) de la famille des Crambidae et qui se rencontre 
dans la moitié sud de l'Australie, y compris en Tasmanie.